# Буликін Дмитро Олегович
Дмитро Буликін (рос. Дмитрий Олегович Булыкин, нар. 20 листопада 1979, Москва) — російський футболіст, що грав на позиції нападника.
Виступав в таких клубах, як московські «Локомотив» і «Динамо», леверкузенський «Баєр 04», «Андерлехт» і «Аякс». З «Андерлехта» він двічі віддавався в оренду, в «Фортуну» з Дюссельдорфа і в «АДО Ден Хаг». Зіграв за національну збірну Росії 15 матчів, забив 7 м'ячів. Учасник чемпіонату Європи 2004 року. Експерт телеканалу «Матч ТВ».
Дворазовий володар Кубка Росії. Чемпіон Нідерландів.

## Ранні роки
Дмитро народився 20 листопада 1979 року в Москві. Його батьки, Олег Сергійович і Лариса Володимирівна були професійними волейболистами, майстрами спорту міжнародного класу. Батько в складі збірної СРСР ставав чемпіоном Європи, виступав за ЦСКА. Пізніше був завідувачем кафедри фізичного виховання в ГУ-ВШЕ. Його молодша сестра Ірина колишня тенісистка, віце-чемпіонка Європи з пляжного тенісу. Буликін в дитинстві займався волейболом, плаванням, футболом і шахами, має перший юнацький розряд.

## Клубна кар'єра
У 1986 році, у віці семи років, розпочав займатися спортом у футбольній школі московського «Локомотива». Його першим тренером був Віктор Олександрович Харитонов. Через чотири роки разом з командою і тренером перейшов у СДЮСШОР «Трудові резерви». У 1994 році в складі цієї команди виграв Кубок Росії серед юнацьких команд. У 1995—1996 роках грав у СДЮШОР ЦСКА в Євгена Лобокова. У 1994 році був запрошений до збірної Москви, і в її складі виграв чемпіонат Росії серед юнаків.

### «Локомотив» (Москва)
З 1995 по 1997 рік він виступав у Третій лізі за «Локомотив-д». Наприкінці 1996 року Юрій Сьомін запросив його до дублюючого складу «залізничників».
Його дебют за «Локомотив» відбувся 15 квітня 1997 року. У матчі 1/8 фіналу Кубка Росії проти «УралАЗ», він вийшов на заміну на 74-й хвилині замість Зази Джанашиї. Дебютував у Вищому дивізіоні 9 травня 1998 року в матчі проти новоросійського «Чорноморця», вийшовши на заміну на 75-й хвилині замість Володимира Мамінова. Перший м'яч забив у тому ж році 1 липня вразивши ворота «Балтики» в гостьовому матчі. Всього в тому сезоні він зіграв 14 матчів і забив 3 м'ячі. «Локомотив» завершив чемпіонат на третьому місці.
Крім того, Дмитро виступав в єврокубках. В 1/16 фіналу Кубка кубків, в матчі проти київського ЦСКА, Буликін зробив дубль. І в 1/8 він також забив два м'ячі «Спортінгу».
У 2000 році в фіналі Кубка проти ЦСКА Дмитро забив м'яч, який став переможним.
За три роки, проведених у складі «червоно-зелених», став бронзовим призером чемпіонату Росії, двічі віце-чемпіоном і тричі володарем Кубка Росії. У всіх офіційних турнірах за «Локомотив» він зіграв 89 матчів і забив 24 м'ячі.
Після закінчення контракту з клубом, Буликін став вільним агентом. У нього були варіанти поїхати в «Сампдорію» або «Санкт-Галлен», але в підсумку він вирішив залишитися в Росії і підписав контракт з «Динамо».

### «Динамо» (Москва)

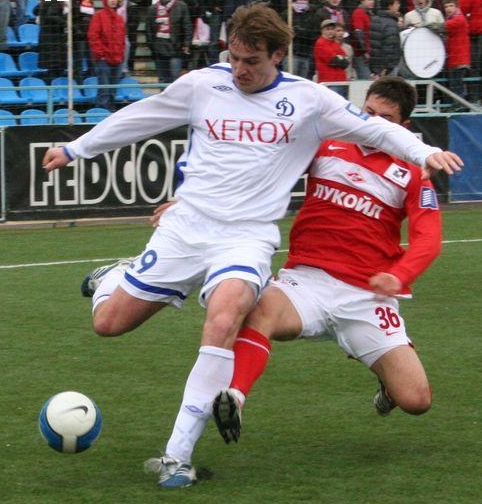
Буликін в дублі «Динамо» (2007)

У «Динамо» Буликін став грати під керівництвом Валерія Газзаєва. У 2003 році при Вікторі Прокопенко став найкращим бомбардиром команди і удостоївся запрошення в збірну.
Після цього хотів виїхати грати в європейський клуб, пішовши на конфлікт з керівництвом клубу. У серпні 2005 року був виставлений на трансфер «Динамо» за високу ціну, але його ніхто не викупив.
У 2006 році в «Динамо» прийшов новий тренер Юрій Сьомін, і Буликін підписав новий контракт на два роки і залишився в «Динамо». Через півроку звільнили Сьоміна, і Дмитра знову виставили на трансфер. У вболівальників за цей час склалася думка, що футболіст спорту віддає перевагу світське життя. Сам Дмитро вважає, що в його «кризі» винен клуб, який відмовляєвся від його послуг на полі й відмовляв іншим клубам у продажу гравця.
У червні 2007 року Буликіним зацікавився один з клубів німецької Бундесліги. Там сподівалися отримати гравця як вільного агента, але він заявляв, що «Динамо» його не відпустить. Керівництво ж клубу говорило, що вони давно готові відпустити Дмитра безкоштовно, а йти не хотів сам гравець.

### «Баєр 04»

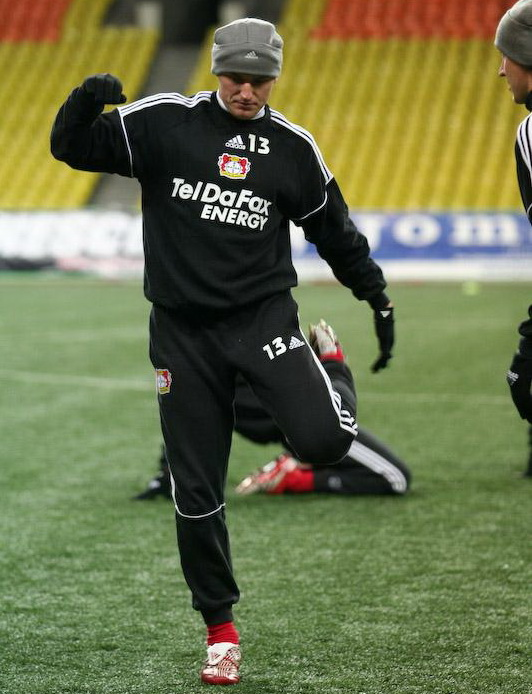
Буликін у складі «Баєра»

Наприкінці серпня 2007 року Дмитро Буликін на правах вільного агента перейшов у леверкузенський «Баєр». 29 вересня 2007 року Буликін дебютував у чемпіонаті Німеччини, вийшовши на заміну за 9 хвилин до кінця домашнього матчу 8-го туру проти «Баварії» (0:1).
19 грудня 2007 року в матчі групового турніру Кубка УЄФА проти «Цюриха» Буликін, який не забивав в офіційних іграх більше року, зумів оформити дубль (матч закінчився з рахунком 5:0). У матчі-відповіді 1/4 фіналу Кубка УЄФА в Петербурзі Буликін забив м'яч у ворота «Зеніта». Гол виявився єдиним у матчі.
У чемпіонаті Бундесліги він відзначився двома забитими м'ячами — в матчах з «Енергі» (Котбус) й «Баварією» (Мюнхен).
Усього у складі «Байєра» Буликін провів 19 матчів і забив 5 м'ячів.

### «Андерлехт»
18 серпня 2008 року Буликін став гравцем бельгійського «Андерлехта», сума трансферу склала € 1 млн. 30 серпня нападник дебютував за бельгійську команду, забивши два м'ячі у ворота «Кортрейка». Але знову через головного тренера Арієля Якобса він змушений був знову покинути клуб.

#### «Фортуна» (Дюссельдорф)
28 липня 2009 року Буликін на правах оренди перейшов у дюссельдорфську «Фортуну», яка виступала у Другій Бундеслізі. Німецький клуб давно хотів його купити, але не міг домовитися з «Андерлехтом».
У першому ж матчі за новий клуб Дмитро отримав травму. 3 серпня в матчі першого раунду Кубка Німеччини з «Гамбургом», Буликін отримав перелом п'ятої плеснової кістки. В наступних матчах він ускладнив пошкодження, граючи майже два місяці з травмою. 20 вересня забив перший м'яч за німецький клуб. Наприкінці січня відновив тренування. До завершення сезону Буликін взяв участь тільки у двох матчах.

#### АДО Ден Гаг
3 серпня 2010 року Буликін перейшов на правах річної оренди в нідерландський клуб «АДО Ден Гаг». У дебютній грі, яка відбулася 22 серпня, Дмитро відзначився дублем у ворота «ВВВ-Венло», а його команда здобула перемогу з рахунком 3:2. У перших дев'яти матчах в чемпіонаті і Кубку Нідерландів він забив 9 м'ячів. Після закінчення сезону в списку найкращих бомбардирів чемпіонату він з 21 голом посів друге місце, поступившись Бйорну Влемінксу, у якого на рахунку 23 м'ячі.

### «Аякс»

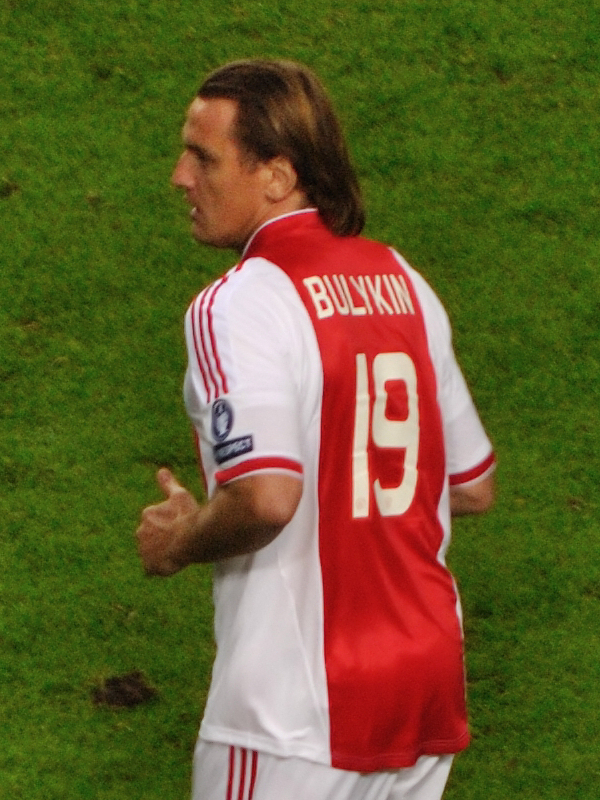
Буликін у складі «Аякса»

31 серпня 2011 року Буликін підписав однорічний контракт з амстердамським «Аяксом».
14 вересня Буликін дебютував за «Аякс», вийшовши на заміну в кінцівці зустрічі 1-го туру Ліги чемпіонів проти «Ліона». 18 вересня в поєдинку чемпіонату Нідерландів проти ПСВ Дмитро вийшов на заміну по ходу другого тайму, а на 79-й хвилині забив свій перший м'яч за «Аякс», вирвавши тим самим нічию для своєї команди. 19 лютого 2012 року Дмитро зробив дубль у матчі чемпіонату проти клубу НЕК і вступив в Клуб Григорія Федотова і в Клуб 100 російських бомбардирів.
Всього в першому сезоні за «Аякс» Буликін провів у чемпіонаті Нідерландів 19 матчів, забивши 9 м'ячів. Став чемпіоном Нідерландів 2011/2012 і був визнаний найефективнішим нападаючим чемпіонату Нідерландів 2011/2012. По закінченню контракту «Аякс» і Буликін не стали продовжувати контракт і Дмитро став вільним агентом.

### «Твенте»
20 липня 2012 року Дмитро перейшов у нідерландський клуб «Твенте». Контракт був укладений за схемою 1+1.
2 серпня 2012 року відбувся дебют Буликін в новій команді в матчі кваліфікаційного раунду Ліги Європи проти чеського клубу «Млада Болеслав». Дмитро з'явився на полі на початку другого тайму замість Глайнора Плета й мав декілька хороших можливостей для взяття воріт. 26 серпня Дмитро відзначився першим голом за «Твенте», вразивши ворота клубу НЕК.

### «Волга» (Нижній Новгород)
20 вересня 2013 року нижньогородська «Волга» підписала контракт з Буликін за схемою «1+1». Він рідко виходив у стартовому складі, не забив жодного м'яча, і клуб затримував йому зарплату. 5 червня 2014 року Буликін покинув «Волгу». А вже 6 червня 2014 року отримав тренерську ліцензію категорії А, оскільки раніше заявляв, що хотів би в майбутньому тренувати «Динамо». Однак гравець не розглядав варіант завершення кар'єри «» він хотів продовжити грати в Росії або в Нідерландах, проте поверненню в нідерландський чемпіонат завадив ліміт на легіонерів.

### Завершення кар'єри
31 березня 2016 року Дмитро Буликін оголосив про завершення професіональної кар'єри. Свій останній матч на професіональному рівні провів 10 березня 2014 року, коли вийшов на заміну в гостьовому матчі «Волги» з «Амкаром» (1:5).

## Виступи за збірну
У 1998 році Буликін вперше отримав виклик до молодіжної збірної Росії. 10 жовтня дебютував у матчі з однолітками з Франції, в рамках відбіркового циклу на Олімпіаду в Сіднеї. Росіяни перемогли з рахунком 2:1, Дмитро вийшов на заміну на 76-й хвилині замість Ролана Гусєва. Всього за «молодіжку» зіграв 4 матчі. У 1999 році — з командами Вірменії, Ісландії та Словаччини.
У 2003 році в Росії відбувся матч між збірною Росії і збірної легіонерів РФПЛ. У цьому матчі Дмитро дебютував за національну збірну. Вийшовши на заміну на 38-й хвилині замість Євгена Алдоніна, він забив два м'ячі.
У тому ж році Георгій Ярцев запросив Буликіна в першу збірну. Він дебютував за неї 6 вересня в гостьовому матчі проти Ірландії, який був відбірковим на чемпіонат Європи. Дмитро провів повний матч, був помітний на полі й взяв безпосередню участь в гольовій атаці своєї команди.
Уже в наступному матчі, 10 вересня, футболіст відкрив рахунок голам за національну збірну. У поєдинку проти швейцарців Буликін зробив «хет-трик». 11 жовтня знову забив м'яч. На 29-й хвилині матчу зі збірною Грузії Дмитро за рахунку 0:1 зрівняв рахунок. В результаті Росія перемогла 3:1.
У 2004 році Буликін зіграв три неофіційних матчі за збірну. У лютому в Японії, проти олімпійської збірної цієї країни та проти клубу «Сімідзу С-Палс», і 2 червня матч проти збірної легіонерів РФПЛ.
У 2004 виступав на чемпіонаті Європи. Взяв участь у всіх трьох матчах і забив гол майбутнім чемпіонам Європи, збірної Греції.
Останній матч за команду провів у тому ж році. 13 жовтня Росія зазнала найбільшої поразки у своїй новітній історії. У Лісабоні Португалія розгромила росіян з рахунком 7:1.

## Тренерська кар'єра
14 червня 2017 року призначений радником президента ФК «Локомотив». Буликін займеться питаннями стратегії і розвитку дитячо-юнацької системи клубу.

## Ігрові характеристики
Будучи досить високим і міцним гравцем, Буликін на полі грав на позиції таранного форварда. Також відмінно грав головою. Був надійний в обороні, приходячи в штрафну при стандартних положеннях. Сильними сторонами були швидкість й працездатність. Головні недоліки — відсутність яскраво вираженого дриблінгу та стабільності.

## Особисте життя
У 2005 році став жити разом зі своєю партнеркою, модельєркою Катериною Полянською, яка раніше була одружена з сином Йосипа Кобзона Андрієм. До цього зустрічався з Оксаною Купцовою. 16 жовтня 2007 року Буликін став батьком: у Москві дружина народила доньку Агату. У 2010 році Катерина народила доньку Віталіну.
У 2000 році брав участь в телегрі «Сто до одного».
Знімався разом з Сергієм Овчинниковим, Зауром Хапов і Радославом Батак в кліпі на пісню Non Stop поп-гурту Reflex.
Під час візиту Пеле до Москви в 2003 році як капітан «Динамо» подарував йому динамівську майку № 10 з написом ПЕЛЕ.
Під час гри за «Динамо» у Дмитра в команді з'явилося прізвисько «Діма-дискотека» за часте відвідування ресторанів і нічних клубів.
13 червня 2007 роки захистив дисертацію на вчений ступінь кандидата педагогічних наук за спеціальністю «Біомеханіка» на тему «Техніка стартових дій у футболі і легкоатлетичному спринті» в РДУФК.
Також у 2007 році грав самого себе в серіалі «Щасливі разом». Він з'являвся в двох епізодах: в 113-й серії «Реклама вимагає жертв» в рекламі кросівок «Зевс», а в 155-й «Весь світ театр, всі баби в нього ходять» був зіркою в спортбарі.
Буликін полюбляє кататися на мотоциклах, віддає перевагу марці BMW.
Вільний час любить проводити з друзями й сім'єю, іноді ходить в ресторани, боулінг і більярд. У плані їжі Дмитру найбільше подобається російська кухня.
У 2012 році вперше в житті зробив стрибок з парашутом разом з сестрою.

## Статистика

### Клубна
Станом на 12 травня 2014 року
| Клуб                    | Сезон                   | Чемпіонат | Чемпіонат | Плей-оф | Плей-оф | Кубок | Кубок | Єврокубки | Єврокубки | Загалом | Загалом |
| Клуб                    | Сезон                   | Матчі     | Голи      | Матчі   | Голи    | Матчі | Голи  | Матчі     | Голи      | Матчі   | Голи    |
| ----------------------- | ----------------------- | --------- | --------- | ------- | ------- | ----- | ----- | --------- | --------- | ------- | ------- |
| «Локомотив»             | 1997                    | 0         | 0         | 0       | 0       | 1     | 0     | 1         | 0         | 2       | 0       |
| «Локомотив»             | 1998                    | 14        | 3         | 0       | 0       | 1     | 1     | 4         | 4         | 19      | 8       |
| «Локомотив»             | 1999                    | 26        | 8         | 0       | 0       | 1     | 1     | 9         | 3         | 36      | 12      |
| «Локомотив»             | 2000                    | 22        | 3         | 0       | 0       | 3     | 1     | 7         | 0         | 32      | 4       |
| Усього за «Локомотив»   | Усього за «Локомотив»   | 62        | 14        | 0       | 0       | 6     | 3     | 21        | 7         | 89      | 24      |
| «Динамо»                | 2001                    | 23        | 8         | 0       | 0       | 2     | 2     | 3         | 0         | 28      | 10      |
| «Динамо»                | 2002                    | 27        | 5         | 0       | 0       | 1     | 0     | 0         | 0         | 28      | 5       |
| «Динамо»                | 2003                    | 29        | 9         | 0       | 0       | 1     | 0     | 0         | 0         | 30      | 9       |
| «Динамо»                | 2004                    | 22        | 1         | 0       | 0       | 2     | 0     | 0         | 0         | 24      | 1       |
| «Динамо»                | 2005                    | 8         | 1         | 0       | 0       | 1     | 0     | 0         | 0         | 9       | 1       |
| «Динамо»                | 2006                    | 10        | 2         | 0       | 0       | 2     | 1     | 0         | 0         | 12      | 3       |
| «Динамо»                | 2007                    | 0         | 0         | 0       | 0       | 0     | 0     | 0         | 0         | 0       | 0       |
| Усього за «Динамо»      | Усього за «Динамо»      | 119       | 26        | 0       | 0       | 9     | 3     | 3         | 0         | 131     | 29      |
| «Баєр 04»               | 2007/08                 | 14        | 2         | 0       | 0       | 0     | 0     | 4         | 3         | 18      | 5       |
| «Баєр 04»               | 2008/09                 | 1         | 0         | 0       | 0       | 0     | 0     | 0         | 0         | 1       | 0       |
| Усього за «Баєр 04»     | Усього за «Баєр 04»     | 15        | 2         | 0       | 0       | 0     | 0     | 4         | 3         | 19      | 5       |
| «Андерлехт»             | 2008/09                 | 10        | 3         | 0       | 0       | 2     | 0     | 0         | 0         | 12      | 3       |
| Усього за «Андерлехт»   | Усього за «Андерлехт»   | 10        | 3         | 0       | 0       | 2     | 0     | 0         | 0         | 12      | 3       |
| «Фортуна»               | 2009/10                 | 10        | 1         | 0       | 0       | 1     | 0     | 0         | 0         | 11      | 1       |
| Усього за «Фортуну»     | Усього за «Фортуну»     | 10        | 1         | 0       | 0       | 1     | 0     | 0         | 0         | 11      | 1       |
| АДО Ден Гаг             | 2010/11                 | 30        | 21        | 2       | 1       | 2     | 1     | 0         | 0         | 34      | 23      |
| Усього за «АДО Ден Гаг» | Усього за «АДО Ден Гаг» | 30        | 21        | 2       | 1       | 2     | 1     | 0         | 0         | 34      | 23      |
| «Аякс»                  | 2011/12                 | 19        | 9         | 0       | 0       | 3     | 1     | 4         | 0         | 26      | 10      |
| Усього за «Аякс»        | Усього за «Аякс»        | 19        | 9         | 0       | 0       | 3     | 1     | 4         | 0         | 26      | 10      |
| «Твенте»                | 2012/13                 | 21        | 5         | 0       | 0       | 0     | 0     | 3         | 0         | 24      | 7       |
| Усього за «Твенте»      | Усього за «Твенте»      | 21        | 5         | 0       | 0       | 0     | 0     | 3         | 0         | 24      | 7       |
| «Волга» (НН)            | 2013/14                 | 7         | 0         | 0       | 0       | 0     | 0     | 0         | 0         | 7       | 0       |
| Усього за «Волгу»       | Усього за «Волгу»       | 7         | 0         | 0       | 0       | 0     | 0     | 0         | 0         | 7       | 0       |
| Усього за кар'єру       | Усього за кар'єру       | 293       | 80        | 2       | 1       | 23    | 8     | 36        | 10        | 354     | 102     |

### Міжнародна

#### Молодіжна збірна Росії
| Матчі й голи Буликін за молодіжну збірну Росії | Матчі й голи Буликін за молодіжну збірну Росії | Матчі й голи Буликін за молодіжну збірну Росії | Матчі й голи Буликін за молодіжну збірну Росії | Матчі й голи Буликін за молодіжну збірну Росії | Матчі й голи Буликін за молодіжну збірну Росії | Матчі й голи Буликін за молодіжну збірну Росії |
| ---------------------------------------------- | ---------------------------------------------- | ---------------------------------------------- | ---------------------------------------------- | ---------------------------------------------- | ---------------------------------------------- | ---------------------------------------------- |
| №                                              | Дата                                           | Місце                                          | Суперник                                       | Рахунок                                        | Голи Буликіна                                  | Змагання                                       |
| 1                                              | 10 жовтня 1998                                 | «Локомотив», Москва, Росія                     | Франція                                        | 2:1                                            | -                                              | Кваліфікаційні матчі Олімпійських ігор 2000    |
| 2                                              | 27 березня 1999                                | Міський стадіон, Ґюмрі, Вірменія               | Вірменія                                       | 2:0                                            | -                                              | Кваліфікаційні матчі Олімпійських ігор 2000    |
| 3                                              | 9 червня 1999                                  | «Локомотив», Москва, Росія                     | Ісландія                                       | 3:0                                            | -                                              | Кваліфікаційні матчі Олімпійських ігор 2000    |
| 4                                              | 13 листопада 1999                              | «Динамо», Москва, Росія                        | Словаччина                                     | 0:1                                            | -                                              | Кваліфікаційні матчі Олімпійських ігор 2000    |

Загалом: 4 матчі; 3 перемоги, 0 нічиїх, 1 поразка.

#### Збірна Росії
Станом на 13 жовтня 2004 року
| Матчі йголи Буликіна за збірну Росії | Матчі йголи Буликіна за збірну Росії | Матчі йголи Буликіна за збірну Росії | Матчі йголи Буликіна за збірну Росії | Матчі йголи Буликіна за збірну Росії | Матчі йголи Буликіна за збірну Росії | Матчі йголи Буликіна за збірну Росії |
| ------------------------------------ | ------------------------------------ | ------------------------------------ | ------------------------------------ | ------------------------------------ | ------------------------------------ | ------------------------------------ |
| №                                    | Дата                                 | Місце                                | Суперник                             | Рахунок                              | Голи Буликіна                        | Змагання                             |
| 1                                    | 6 вересня 2003                       | «Ленсдаун Роад», Дублін, Ірландія    | Ірландія                             | 1:1                                  | -                                    | Кваліфікаційні матчі ЧЄ-2004         |
| 2                                    | 10 вересня 2003                      | «Локомотив», Москва, Росія           | Швейцарія                            | 4:1                                  | 3                                    | Кваліфікаційні матчі ЧЄ-2004         |
| 3                                    | 11 жовтня 2003                       | «Локомотив», Москва, Росія           | Грузія                               | 3:1                                  | 1                                    | Кваліфікаційні матчі ЧЄ-2004         |
| 4                                    | 15 листопада 2003                    | «Локомотив», Москва, Росія           | Уельс                                | 0:0                                  | -                                    | Кваліфікаційні матчі ЧЄ-2004         |
| 5                                    | 19 листопада 2003                    | «Мілленіум», Кардіфф, Уельс          | Уельс                                | 1:0                                  | -                                    | Кваліфікаційні матчі ЧЄ-2004         |
| 6                                    | 31 березня 2004                      | «Васил Левський», Софія, Болгарія    | Болгарія                             | 2:2                                  | -                                    | Товариський матч                     |
| 7                                    | 28 квітня 2004                       | «Уллевол», Осло, Норвегія            | Норвегія                             | 2:3                                  | -                                    | Товариський матч                     |
| 8                                    | 25 травня 2004                       | «Меркур Арена», Грац, Австрія        | Австрія                              | 0:0                                  | -                                    | Товариський матч                     |
| 9                                    | 12 червня 2004                       | «Алгарве», Фару, Португалія          | Іспанія                              | 0:1                                  | -                                    | Фінальні матчі ЧЄ-2004               |
| 10                                   | 16 червня 2004                       | «Да Луж», Лісабон, Португалія        | Португалія                           | 0:2                                  | -                                    | Фінальні матчі ЧЄ-2004               |
| 11                                   | 20 червня 2004                       | «Алгарве», Фару, Португалія          | Греція                               | 2:1                                  | 1                                    | Фінальні матчі ЧЄ-2004               |
| 12                                   | 18 серпня 2004                       | «Динамо», Москва, Росія              | Литва                                | 4:3                                  | 1                                    | Товариський матч                     |
| 13                                   | 4 вересня 2004                       | «Динамо», Москва, Росія              | Словаччина                           | 1:1                                  | 1                                    | Кваліфікаційні матчі ЧС-2006         |
| 14                                   | 9 жовтня 2004                        | «Жозі Бартель», Люксембург           | Люксембург                           | 4:0                                  | -                                    | Кваліфікаційні матчі ЧС-2006         |
| 15                                   | 13 жовтня 2004                       | «Жозе Алваладе», Лісабон, Португалія | Португалія                           | 1:7                                  | -                                    | Кваліфікаційні матчі ЧС-2006         |

Загалом: 15 матчів / 7 голів; 6 перемог, 5 нічиїх, 4 поразки.
| Збірна            | Рік               | Кваліфікаційні матчі ЧС | Кваліфікаційні матчі ЧС | Фінальні матчі ЧС | Фінальні матчі ЧС | Кваліфікаційні матчі ЧЄ | Кваліфікаційні матчі ЧЄ | Фінальні матчі ЧЄ | Фінальні матчі ЧЄ | Товариські матчі | Товариські матчі | Загалом | Загалом |
| Збірна            | Рік               | Матчі                   | Голи                    | Матчі             | Голи              | Матчі                   | Голи                    | Матчі             | Голи              | Матчі            | Голи             | Матчі   | Голи    |
| ----------------- | ----------------- | ----------------------- | ----------------------- | ----------------- | ----------------- | ----------------------- | ----------------------- | ----------------- | ----------------- | ---------------- | ---------------- | ------- | ------- |
| Росія             | 2003              | —                       | —                       | —                 | —                 | 5                       | 4                       | —                 | —                 | —                | —                | 5       | 4       |
| Росія             | 2004              | 3                       | 1                       | —                 | —                 | —                       | —                       | 3                 | 1                 | 4                | 1                | 10      | 3       |
| Усього за кар'єру | Усього за кар'єру | 3                       | 1                       | 0                 | 0                 | 5                       | 4                       | 3                 | 1                 | 4                | 1                | 15      | 7       |

## Досягнення

### Командні
«Локомотив»
- Вища ліга
  -  Срібний призер (2): 1999, 2000
  -  Бронзовий призер (1): 1998

- Кубок Росії
  -  Володар (1): 1996/97, 1999/00, 2000/01

«Андерлехт»
- Ліга Жупіле
  -  Срібний призер (1): 2008/09

«Аякс»
- Ередивізі
  -  Чемпіон (1): 2011/12

### Особисті досягнення
- Член Клубу Григорія Федотова
- Член Клубу 100 російських бомбардирів
- Найкращий російський футболіст за кордоном: 2011[65]
- Футбольний джентльмен року в Росії: 2003
- У списку 33 найкращих найкращих футболістів чемпіонату Росії: № 2 (2003)